# Riccardo Pizzuti
Riccardo Pizzuti (n. 28 mai 1934, Cetraro, Calabria, Italia) este un cascador și un actor de film italian, cunoscut mai ales din seria filmelor cu Bud Spencer și Terence Hill.

## Filmografie
- Mi se spune Trinity (1970)
- Un gentleman în Vestul Sălbatic (1972)
- Dați totul, băieți! (1972)
- Gangsteri de ocazie (1973)
- Doi superpolițiști (1977)
- I se spunea Buldozerul (1978)
- Par și impar (1978)
- Un șerif extraterestru (1979)
- Piedone în Egipt (1980)
- Atenție la pana de vultur (1981)
- Prietenul la nevoie se cunoaște (1981)
- Contra cronometru (1983)
- Vorbind de lup (1991)

## Legături externe
- Riccardo Pizzuti la Internet Movie Database